# USS Baton Rouge (SSN-689)
USS Baton Rouge (SSN-689) je jedrska jurišna podmornica razreda los angeles.

## Zgodovina
Gradnja podmornice se je začela 18. novembra 1972 v ladjedelnici Newport News. Splovljena je bila 26. april 1975 in je bila uporabi od 25. junij 1977 do leta 1995, ko je bila umaknjena iz aktivne sestave.